# Saint-Jean-aux-Bois, Ardennes
Saint-Jean-aux-Bois är en kommun i departementet Ardennes i regionen Grand Est (tidigare regionen Champagne-Ardenne) i nordöstra Frankrike. Kommunen ligger i kantonen Chaumont-Porcien som ligger i arrondissementet Rethel. År 2022 hade Saint-Jean-aux-Bois 93 invånare.

## Befolkningsutveckling
Antalet invånare i kommunen Saint-Jean-aux-Bois
Referens: INSEE